# Numa Pompílio
Numa Pompílio (em latim: Numa Pompilius; 21 de abril de 753 a.C.-673 a.C.) foi um sabino escolhido como segundo rei de Roma. Sábio, pacífico e religioso, dedicou-se a elaboração das primeiras leis de Roma, assim como dos primeiros ofícios religiosos da cidade e do primeiro calendário.

## Origens
Numa foi um sabino da cidade de Cures, o quarto filho de um homem ilustre chamado Pompos (ou Pompônio). Nasceu no mesmo dia em que Roma foi fundada por Rômulo, em 21 de abril. Após o desaparecimento de Rômulo, de modo a evitar um conflito entre romanos e sabinos, decidiu-se que os romanos escolheriam um rei entre os sabinos. Os romanos, então, escolheram o sabino Numa, que não havia emigrado para Roma, para ser rei, um homem celebrado por suas virtudes.

## Governo
A lenda afirma que o projeto e reforma política e religiosa de Roma aplicado por Numa foi ditado a ele pela ninfa Egéria, com a qual, já viúvo, costumava passear no bosque e que se apaixonou por ele ao ponto de fazê-lo seu esposo. Logo que tornou-se rei, nomeou, ao lado do sacerdote dedicado ao culto de Júpiter e ao culto de Marte, um terceiro dedicado ao culto do deus Quirino. Reuniu, então, estes três sacerdotes em um único colégio denominado flâmine, ao qual deu regras precisas e instrução.
A Numa é creditada uma série de reformas destinadas a consolidar as instruções da nova cidade, a primeira das quais as religiosas contadas nos comentarie Numae ou libri Numae que foram perdidas quando Roma foi saqueada pelos gauleses. Proibiu aos romanos a adoração de imagens divinas em forma humana ou de animais porque afirmava ser sacrilégio comparar um deus com tais imagens e, durante seu reinado, não foram construídas imagens representando os deuses.
Instituiu o Colégio dos Pontífices, presidido pelo pontífice máximo (pontifex maximus), cargo que Numa reteve inicialmente e que tinha o dever de vigiar as vestais, controlar a moralidade pública e privada e a aplicação de todas as prescrições de caráter sacro. Instituiu então o colégio das virgens vestais designando a este um rendimento e o cuidado do templo onde era mantido o fogo sagrado da cidade. As primeiras foram: Gegânia, Verênia, Canuleia e Tarpeia (eram quatro, Anco Márcio acrescentou mais duas, chegando então a seis).
Instituiu também o colégio dos feciais ("guardiões da paz") que eram magistrados - sacerdotes com o dever de tentar resolver os conflitos com os povos vizinhos e de propor uma guerra uma vez exauridos todos os esforços diplomáticos. No oitavo ano de seu reinado instituiu o colégio dos sálios (salii), sacerdotes que tinham a tarefa de separar o tempo de paz do tempo de guerra (para os antigos romanos, o período para a guerra ia de março a outubro). Melhorou também as condições de vida dos escravos, por exemplo, permitindo-lhes participar do festival em homenagem a Saturno, a Saturnália, junto com seus patrões.
No Fórum Romano construiu a Régia e ao longo da Via Sacra fez edificar o Templo de Jano, cujas portas podiam ser fechadas somente em tempo de paz (e ficaram fechadas por todos os 43 anos do seu reinado).

### Calendário

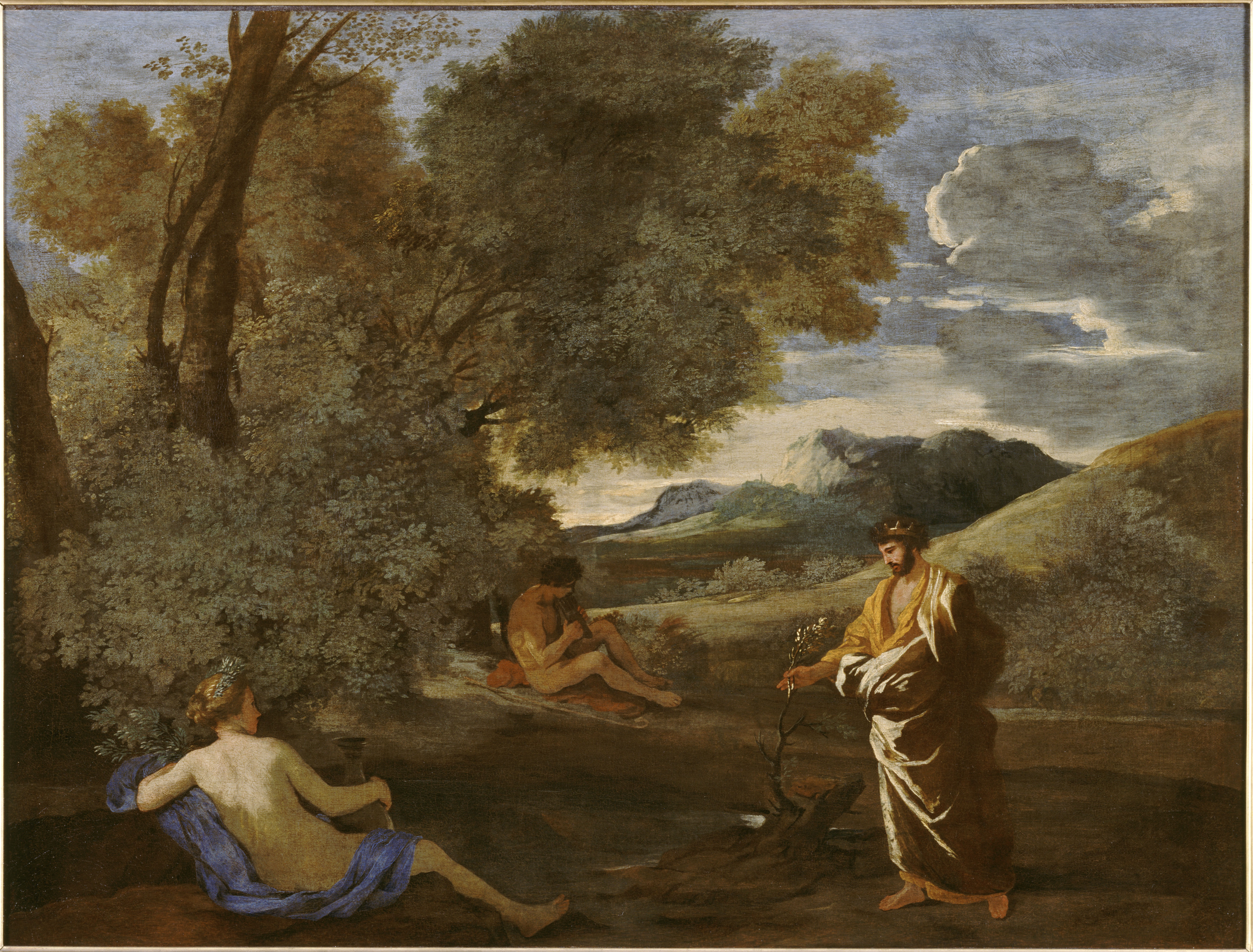
Numa Pompílio e a ninfa Egéria, óleo sobre tela (ca. 1631-1633), Museu Condé.

A ele também é creditada uma reforma no calendário, baseado nos ciclos lunares, que passou de dez a doze meses (355 dias), com o acréscimo de janeiro, dedicado a Jano, e fevereiro, que foram colocados no fim do ano, depois de dezembro (o ano iniciava em março). O calendário continha também a indicação de dias bons e ruins, durante os quais não era lícito tomar alguma decisão pública. Segundo a tradição antiga, as decisões mais difíceis eram frutos dos conselhos dados ao rei pela ninfa Egéria, ressaltando assim o caráter sagrado dessas decisões. O ano assim dividido por Numa não coincidia porém com o ciclo lunar, motivo pelo qual em anos alternados era incluído como último mês o mercedônio, composto de 27 dias, tirando de fevereiro quatro ou cinco dias. Era o colégio dos pontífices a decidir estas compensações, às vezes, com base em conveniências políticas.

### Festas religiosas
A tradição, afirma que Numa instituiu, entre outras, também a festa de Quirino e a festa de Marte. A festa se celebrava inicialmente em fevereiro,enquanto a festa dedicada a Marte se celebrava em março e era oficiada pelos sálios. A estas reformas de caráter religioso corresponde também um período de prosperidade e de paz que permitiu a Roma crescer e reforçar-se, tanto que durante todo seu reinado as portas do Templo de Jano não foram jamais abertas

### Morte e descendência
Morreu depois dos oitenta anos, recordado com afeto pelos romanos, também por não ter nunca conduzido uma guerra. O povo lhe dedicou um mausoléu  sobre o Janículo. Depois da belicosa experiência de Rômulo, Numa Pompílio soube com sua sabedoria dar um equilíbrio à cidade nascente.
A filha Pompília desposou o senador sabino Márcio que se candidatou à sucessão mas foi superado por Túlio Hostílio e se deixou morrer de desilusão. Do matrimônio entre Pompília e Márcio, nasceu Anco Márcio que se tornaria rei depois de Túlio Hostílio. A tradição ainda conta um segundo matrimônio de Numa Pompílio com uma certa Lucrécia, da qual nasceram quatro filhos: Pompone, Pino, Calpo e Memerco dos quais tiveram origem as famílias romanas Pomponi, Pinari, Calpurni e Marci.